# Välfärdsmysteriet
Välfärdsmysteriet är en dokumentär av Pär Fjällström som visades i Dokument inifrån i SVT i april 2005.
Med utgångspunkt i frågan när Sveriges välfärd var som bäst, undersöker programmet hur utbildning, vård, och omsorg har utvecklats sedan 1970-talet, mot bakgrund av larmrapporter om kris och resursbrist.
Dokumentären kommer fram till att den svenska välfärden nu på 2000-talet verkar med större ekonomiska resurser (justerat för inflation) än någonsin tidigare, med undantag för området barnomsorg (där toppen låg kring 1991) och då framförallt fritidshem. Dock har även kostnaden för barnomsorg över perioden 1970-2002 sett en markant ökning med cirka 250 procent.

## Rapporten Välfärdsmysteriet från Sveriges Kommuner och Landsting
Välfärdsmysteriet är även titeln på en rapport från Sveriges Kommuner och Landsting presenterad i augusti 2008. Enligt rapporten har kostnaden för områdena sjukvård, skola och omsorg ökat med i genomsnitt över 50 procent sedan år 1980 och allra mest för handikappomsorgen, som fått 232 procent mer resurser under perioden. Endast 12 procent av kostnadsökningarna uppges i rapporten ha demografiska skäl.